# Feierabend und Söhne
Feierabend & Söhne ist eine filmische Langzeitdokumentation von Christoph Müller über den Schweizer Auswanderer Karl Feierabend, der in den 1980er Jahren seine Heimat, die Schweiz, verlässt, um seinen Traum eines neuen Lebens in der Dominikanischen Republik zu verwirklichen und dort unter beschwerlichen Umständen eine Familie gründet, die nach in seinem Tod schließlich für ein besseres Leben wieder in die Schweiz zurückkehrt.